# Омеляновича-Павленка, 14/12
Будинок № 14/12 — колишній прибутковий будинок, спроєктований архітектором Євгеном Єрмаковим. Розташований на вулиці Михайла Омеляновича-Павленка, що в місцевості Хрести (Київ).
За визначенням дослідників, будинок на тлі нової забудови Печерська сприймається мальовничим акцентом.
Рішенням виконавчого комітету Київської міськради народних депутатів № 1107 від 18 листопада 1986 року внесений до реєстру пам'яток архітектури місцевого значення  (охоронний номер 258).

## Історія будинку

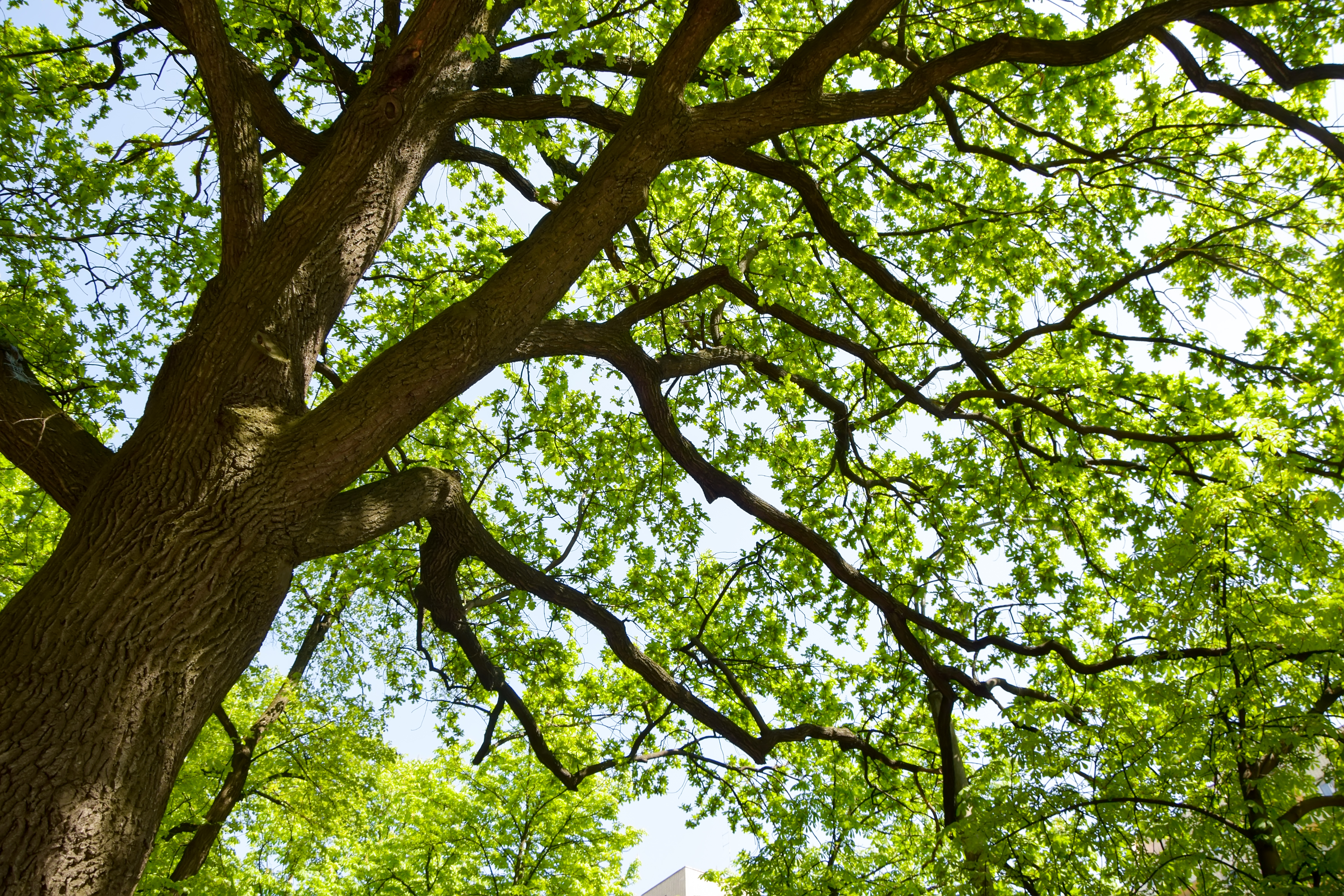
Віковий дуб біля будинку

Прибутковий будинок зведений 1912 року архітектором Євгеном Єрмаковим, який на замовлення київської єпархії спроєктував низку споруд у Києві, зокрема кілька храмів, монастирських будівель, прибутковий будинок Микільського собору на Печерську тощо.
Ділянка розташована на розі вулиці Михайла Омеляновича-Павленка і Хрестового провулку. Після знесення старих споруд будівля стоїть на виокремленому трикутному острівці.
Перший поверх займали крамниці.
Біля будинку росте майже 200-річний дуб, висотою 20 м, а в обіймищі 3,70 м. Охороняється державою з 1976 року.

## Архітектура
Чотириповерхова, цегляна будівля складається з двох крил, з'єднаних під гострим кутом. Ззовні має парадні входи, а з боку подвір'я — чорні сходи. Є також льохи. Первісно на кожному поверсі передбачалось по три великі квартири.
У булинка три чолових фасади. Два з них мають симетричну композицію. Фасади оформлені у стилі раннього модерну.
Притягує увагу хвилястий силует будівлі, який формують характерні для модерну напівциркульні щипці ризалітів з напівкруглими вікнами та широкий наріжний фронтон криволінійного абрису. Виразну тектоніку фасадів визначає вертикальне членування площин за допомогою ризалітів й еркерів. Горизонтально поверхні розділяють міжповерхові пояси та карнизи.
На площині стін розміщені різні за формою віконні прорізи й дверні отвори. Напівкруглі вікна ризалітів фланковані пілонами і виступами.
Будинок має пишне декоративне оздоблення. Рослинним ліпним орнаментом прикрашені міжвіконні простінки четвертого поверху й підвіконні ніші. У насиченому орнаментикою наріжному фронтоні з круглим горищним вікном проглядаються мотиви українського бароко.